# Jordy Clasie
Jordy Clasie (født 27. juni 1991 i Haarlem, Holland) er en hollandsk fodboldspiller (defensiv midtbane).
Han spiller hos AZ Alkmaar (2020).
Han spillede for Club Brugge i Belgien, udlejet fra engelske Southampton F.C.

## Landshold
Clasie står (pr. april 2018) noteret for 17 kampe for Hollands landshold, som han debuterede for 7. september 2012 i en VM-kvalifikationskamp på hjemmebane mod Tyrkiet. I sine ungdomsår repræsenterede Clasie desuden Holland på både U/18-, U/19- og U/21-landsholdene.
Clasie var en del af den hollandske trup til VM i 2014 i Brasilien.